# Igreja de São Paulo (Vila Real)
A Igreja de São Paulo, também conhecida por Capela Nova ou Igreja dos Clérigos, localiza-se no centro histórico de Vila Real, Portugal. É um edifício de arquitetura barroca atribuído a Nicolau Nasoni, cujas obras se iniciaram em 1639. De uma fachada profusamente decorada e de ritmos dinâmicos, mantém uma arquitetura sólida marcada por duas imponentes colunas de ordem toscana, de cada lado do pórtico da entrada, com entablamento em relevo e frontão contracurvado a que se sobrepõem três esculturas representando São Pedro e dois anjos.
Está classificada como Imóvel de Interesse Público desde 2006.

## História
Em 1638 foi fundada a Irmandade de São Paulo. No ano seguinte, a 22 de fevereiro, foi colocada a primeira pedra da Igreja de São Paulo, após procissão solene. Após a sua construção, procedeu-se à transferência da Irmandade, então na Igreja da Misericórdia, para a Igreja de São Paulo. A Irmandade tinha dois famosos lampadários, que alumiavam o Santíssimo Sacramento, e uma grande cruz pontifica com hóstia de prata, encimada pela tiara pontifical com as chaves.
Em 1656, o testamento do reverendo António Soares de Mendonça, um dos principais fundadores da Irmandade e igreja, colocou o Santíssimo Sacramento no sacrário da mesma igreja e em 1669 foram instituídas missas pelo reverendo João Correia de Mendonça na sua capela, dedicada a Santa Liberata e Santa Engrácia, a primeira lateral do lado da Epístola, com jazigo no supedâneo.
No ano de 1671 iniciou-se a construção da torre e no ano seguinte das grades do coro.
A 19 de janeiro de 1709 foi registado um acordo no livro de Actas da Câmara Municipal de Vila Real, em que o Município se obrigava a dar anualmente ao sacristão da Igreja 3$000 pela manutenção e conserto do relógio e sino da Câmara, transferido a pedido da Irmandade para a torre da igreja de São Paulo, após a ruína da torre da muralha onde ele se encontrava.
Em 1710 deu-se a construção do retábulo do altar-mor e santuário da sacristia.
No ano de 1721 a igreja era por dentro pintada, dourada e azulejada, tinha cinco altares, dois de cada lado da nave, em capelas confrontantes, e o altar-mor com sacrário e peanha onde se expunha o Santíssimo nos dias de festa. Tinha coro com órgãos, sacristia forrada de painéis entalhados e com santuário e "caixões", tudo bem dourado e pintado e, por cima, a casa do despacho, com uma mesa redonda. Tinha ainda torre suficientemente levantada, com sinos, rematada por esfera e cruz pontifica, dourada. Nesse mesmo ano, a Irmandade tinha então 200 Irmãos sacerdotes e 15 leigos.
Entre 1754 e 1756 ocorre demolição e reconstrução da fachada e acréscimo da igreja pelo arquiteto João Lourenço de Matos, a construção do corpo de ligação entre a torre sineira e a nave e ainda a provável construção da torre norte.
A Comissão Fabriqueira da Igreja de São Paulo foi responsável por intervenções realizadas em 1976 e 1990 com o objetivo de restaurar os altares laterais da nave, com picagem e substituição de rebocos, substituição do pavimento da nave e sacristia, execução da instalação eléctrica e das redes de águas e esgotos, entaipamento do antigo acesso ao coro, construção de pavimento em betão no acesso à torre sineira e restauro do teto da casa do despacho. Em 2001 a Câmara Municipal de Vila Real procedeu à reabilitação do telhado, aplicação de rebocos e pintura no interior e exterior, colocação de novo pavimento na nave e aplicação de placagem de granito no rodapé exterior.

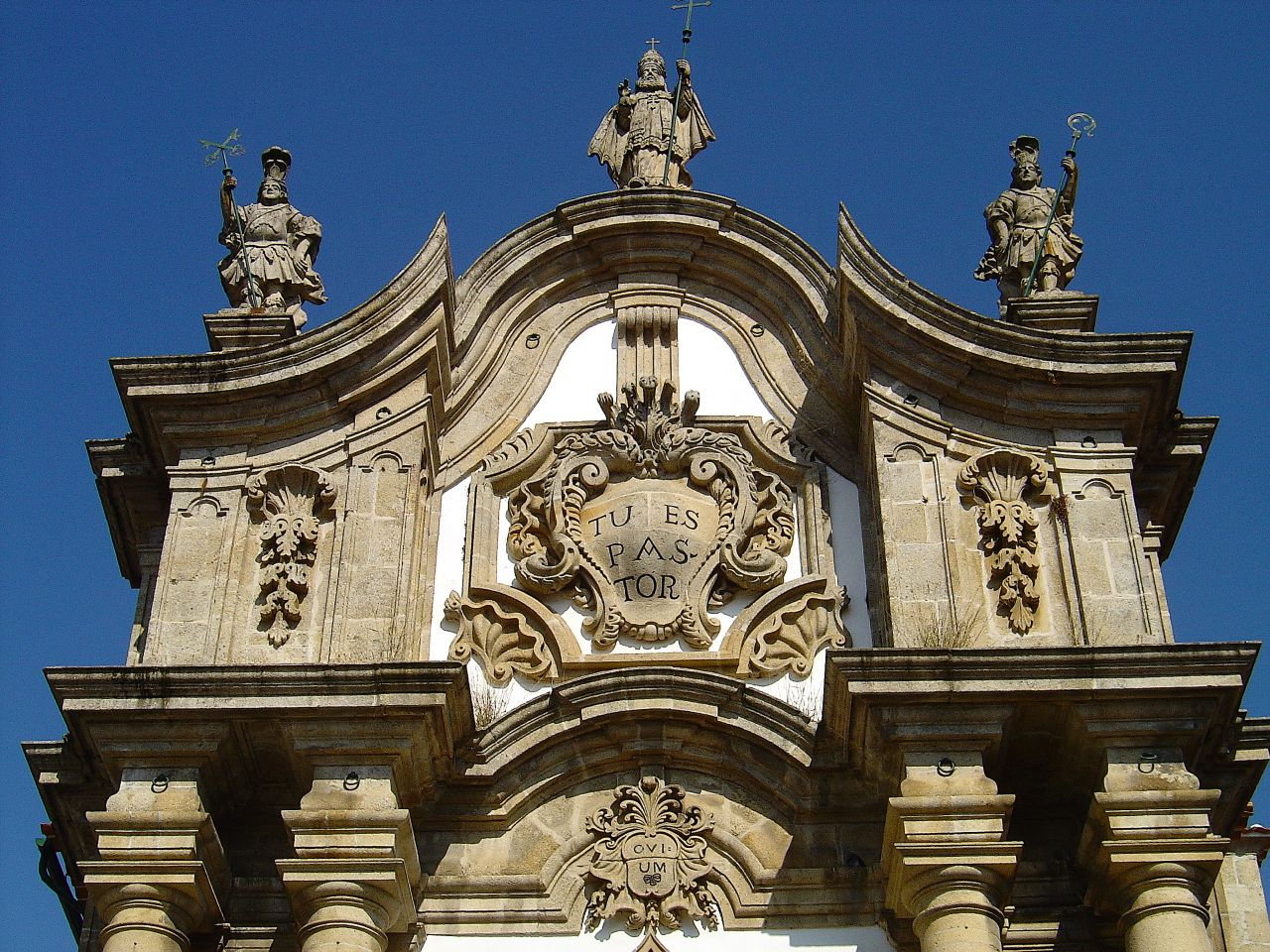
Detalhe da empena da fachada, com São Pedro com cruz papal ao centro, e, lateralmente, anjos segurando as chaves e o báculo.

## Características

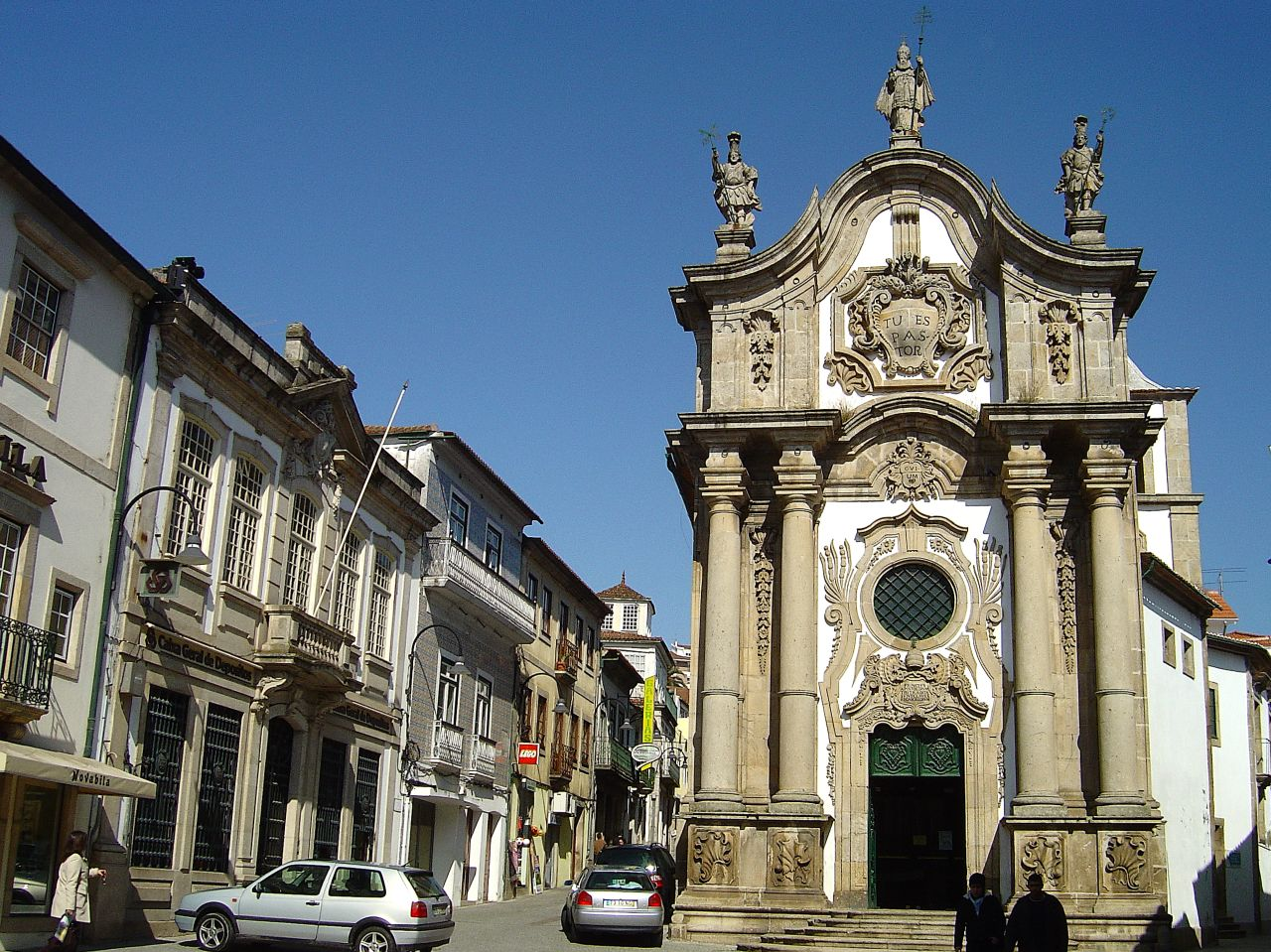
Fachada principal.

No interior destacam-se os painéis de azulejos azuis e brancos, que revestem as paredes e que relatam episódios da vida de São Pedro e São Paulo, contemporâneos da arquitetura da capela. Apresenta muitas semelhanças com a Capela do Palácio de Mateus, com a Igreja do Carmo no Porto, ambas atribuídas a José Figueiredo Seixas, discípulo de Nicolau Nasoni, e com a Capela de Arroios, com as quais partilha a acentuada verticalidade.